# Patrimoni dell'umanità dell'Arabia Saudita
I patrimoni dell'umanità dell'Arabia Saudita sono i siti dichiarati dall'UNESCO come patrimonio dell'umanità in Arabia Saudita, che è divenuta parte contraente della Convenzione sul patrimonio dell'umanità il 7 agosto 1978.
Al 2024 i siti iscritti nella Lista dei patrimoni dell'umanità sono otto, mentre quattordici sono le candidature per nuove iscrizioni. Il primo sito iscritto nella lista è stato nel 2008 il sito archeologico di Hegra (al-Hijr / Madā ͐ in Ṣāliḥ), durante la trentaduesima sessione del comitato del patrimonio mondiale. Gli altri siti furono aggiunti nel 2010, 2014, 2015, 2018, 2021, 2023 e 2024. Sette siti sono considerati culturali, secondo i criteri di selezione, uno naturale.

## Siti del Patrimonio mondiale
| Foto | Sito                                                     | Luogo                                  | Tipo                         | Anno | Descrizione |
| ---- | -------------------------------------------------------- | -------------------------------------- | ---------------------------- | ---- | --- |
|      | Sito archeologico di Hegra (al-Hijr / Madā ͐ in Ṣāliḥ)    | Al-'Ula                                | Culturale (1293; ii, iii)    | 2008 | Il sito archeologico di Al-Hijr (Mada'in Salih), precedentemente noto come Hegra, è il più grande sito conservato della civiltà dei Nabatei a sud di Petra in Giordania. Presenta tombe monumentali ben conservate con facciate decorate che vanno dal I secolo a.C. al I secolo d.C. Il sito presenta anche circa 50 iscrizioni del periodo pre-nabateo e alcuni disegni rupestri. Al-Hijr è una testimonianza unica della civiltà nabatea. Con le sue 111 tombe monumentali, 94 delle quali decorate, e i pozzi d'acqua, il sito è un eccezionale esempio della realizzazione architettonica e della competenza idraulica dei Nabatei. |
|      | Quartiere di al-Turayf ad al-Dirʿiyya                    | Dirʿiyya                               | Culturale (1329; iv, v, vi)  | 2010 | Questa è stata la prima capitale della dinastia saudita, nel cuore della penisola arabica, a nord-ovest di Riyadh. Fondato nel XV secolo, testimonia lo stile architettonico del Najd, specifico del centro della penisola arabica. Nel XVIII e all'inizio del XIX secolo, il suo ruolo politico e religioso aumentò e la cittadella di at-Turaif divenne il centro del potere temporale della Casa degli al-Saud e della diffusione della riforma Salafiyya all'interno della religione musulmana. La proprietà comprende i resti di molti palazzi e un complesso urbano costruito ai margini dell'oasi ad-Dir'iyah. |
|      | Gedda storica, la porta per la Mecca                     | Gedda                                  | Culturale (1361; ii, iv, vi) | 2014 | Gedda storica è situata sulla sponda orientale del Mar Rosso. Dal VII secolo d.C. fu stabilito come un importante porto per le rotte commerciali dell'Oceano Indiano, convogliando merci alla Mecca. Era anche la porta per i pellegrini musulmani alla Mecca che arrivavano via mare. Questi ruoli gemelli hanno visto la città svilupparsi in un fiorente centro multiculturale, caratterizzato da una tradizione architettonica distintiva, tra cui case a torre costruite alla fine del XIX secolo dalle élite mercantili della città e che combinano le tradizioni costruttive del corallo costiero del Mar Rosso con influenze e artigianato provenienti dalle rotte commerciali. |
|      | Arte rupestre nella regione di Ha'il dell'Arabia Saudita | Provincia di Ha'il                     | Culturale (1472; i, iii)     | 2015 | Questo sito comprende due componenti situate in un paesaggio desertico: Jabel Umm Sinman a Jubbah e Jabal al-Manjor e Jabal Raat a Shuwaymis. Un lago un tempo situato ai piedi della catena montuosa di Umm Sinman che ora è scomparsa era una fonte di acqua dolce per persone e animali nella parte meridionale del Grande Deserto del Nefud. Gli antenati delle odierne popolazioni arabe hanno lasciato tracce dei loro passaggi in numerose incisioni rupestri e iscrizioni sulla parete rocciosa. Jabal al-Manjor e Raat formano la scarpata rocciosa di un uadi ora ricoperto di sabbia; mostrano numerose rappresentazioni di figure umane e animali che coprono 10 000 anni di storia. |
|      | Oasi di Al-Hasa, un paesaggio culturale in evoluzione    | Al-Hasa                                | Culturale (1563; iii, iv, v) | 2018 | Nella penisola arabica orientale, l'oasi di Al-Hasa è una proprietà seriale che comprende giardini, canali, sorgenti, pozzi e un lago di drenaggio, nonché edifici storici, tessuto urbano e siti archeologici. Rappresentano tracce di continui insediamenti umani nella regione del Golfo dal Neolitico ad oggi, come si può vedere dalle rimanenti fortezze storiche, moschee, pozzi, canali e altri sistemi di gestione dell'acqua. Con i suoi 2,5 milioni di palme da dattero, è l'oasi più grande del mondo. Al-Hasa è anche un paesaggio geoculturale unico e un eccezionale esempio di interazione umana con l'ambiente. |
|      | Area culturale di Ḥimā                                   | Provincia di Najran                    | Culturale (1619; iii)        | 2021 | Il pozzo di Hima, situato tra Najrān e Wadi Addawasir, era un corridoio per la via commerciale delle carovane nella penisola arabica, e il sito dei ruminanti risale all'antica epoca preistorica e storica. L'area è caratterizzata dalla proliferazione di diverse opere d'arte rupestre sulle pareti delle montagne, gli antichi scritti della scrittura musnad o araba meridionale, utilizzata dagli antichi regni dell'Arabia meridionale. A causa della vicinanza della regione di Najran alle capitali di quei regni, il pozzo di Hima comprende una serie di strutture in pietra come tombe a tumulo e pozzi archeologici. |
|      | 'Uruq Bani Ma'arid                                       | Provincia di Najran, Provincia di Riad | Naturale (1699; vii, ix)     | 2023 | Il sito comprende la parte occidentale della più grande distesa di sabbia portata dal vento sulla Terra, conosciuta come Rub' al-Khali, e conserva uno dei paesaggi desertici più spettacolari della Terra. La topografia variegata dell'area protetta crea una vasta gamma di habitat naturali e il sito è degno di nota a livello mondiale grazie alla reintroduzione di iconici animali del deserto, tra cui l'orice arabo (Oryx leucoryx) e la gazzella araba delle sabbie (Gazella marica), nei loro habitat naturali dopo decenni di estinzione in natura. Le dune mobili forniscono anche un habitat eccellente e ben ossigenato per invertebrati e rettili che si tuffano nella sabbia. |
|      | Paesaggio culturale dell'area archeologica di al-Faw     | Wadi al-Dawasir                        | Culturale (1712; ii, v)      | 2024 | Situata in un punto strategico delle antiche rotte commerciali della penisola arabica, l'area di al-Faw fu bruscamente abbandonata intorno al V secolo d.C. Sono stati rinvenuti quasi 12 000 resti archeologici, che vanno dalla preistoria alla tarda era preislamica, testimoniando la successiva occupazione di tre diverse popolazioni e il loro adattamento all'evoluzione delle condizioni ambientali. Le caratteristiche archeologiche includono strumenti del Paleolitico e del Neolitico dei primi popoli, strutture affusolate, tumuli e costruzioni circolari, la montagna sacra di Khashm Qaryah, incisioni rupestri, tumuli funerari e tumuli nella valle, forti/caravanserraglio, l'oasi e il suo antico sistema di gestione delle acque e le vestigia della città di Qaryat al-Faw. |

## Siti candidati
| Foto | Sito                                                         | Luogo | Tipo                             | Anno       | Descrizione |
| ---- | ------------------------------------------------------------ | --- | -------------------------------- | ---------- | --- |
|      | Ferrovia dell'Hegiaz                                         | Provincia di Medina, Provincia di Tabuk | Culturale (6026; ii, iv, vi)     | 08/04/2015 | La ferrovia dell'Hejaz fu costruita per ordine del sovrano ottomano Abdul Hamid II il 1º settembre 1909. L'obiettivo principale della sua costruzione era quello di servire le due Sacre Moschee e fornire un mezzo moderno per trasportare i pellegrini che venivano dall'Asia, dall'Europa e dal Levante ai Santuari di la Mecca e Medina, oltre a rafforzare i legami tra il mondo musulmano allora frammentato. Un certo numero di stazioni si trovano sulla ferrovia, le più importanti sono Tabuk, Madain Saleh e Medina, oltre alla presenza di una serie di ponti costruiti sulle valli e alla costruzione di pozzi e fortificazioni. |
|      | Cammino siriano dell'Hajj                                    | Provincia della Mecca, Provincia di Medina, Provincia di Tabuk                                                                                          | Culturale (6027; ii, iv, vi)     | 08/04/2015 | È la strada più antica usata dai convogli di pellegrini musulmani dopo la strada tra la Mecca e Medina, ed era conosciuta nel primo periodo islamico come strada Attabukiyah. Questo percorso collega Damasco a Medina e la sua lunghezza è di 1307 chilometri, passando per un certo numero di campi e stazioni, i più importanti dei quali sono That Al-Hajj, Tabuk, Al-Akhdhar, Al-Mu'azam, Al-Aqraa, Al-Hijr e Al-'Ula. Il sentiero ha ricevuto l'interesse dei califfi e dei governanti musulmani in vari periodi ed epoche islamiche, che hanno condotto molte riforme, costruzioni e cambiamenti, inclusa la creazione di piscine, cisterne, canali, fortezze, castelli, moschee, ponti, mercati e altri. |
|      | Cammino egiziano dell'Hajj                                   | Provincia della Mecca, Provincia di Medina, Provincia di Tabuk                                                                                          | Culturale (6028; ii, iv, vi)     | 08/04/2015 | Una delle più importanti vie di pellegrinaggio della storia islamica, che collegava l'Egitto alla Mecca e a Medina, di cui hanno beneficiato masse di pellegrini musulmani provenienti da Egitto, Sudan, Africa Centrale, Marocco, Andalusia e Sicilia, che si incontravano in Egitto, per poi attraversare il Sinai fino ad Aqaba e poi proseguire su due sentieri: il primo, più interno, si sposta verso Medina passando per Shaghab, Beda e la valle dei villaggi; il secondo, il sentiero costiero, passa attraverso una serie di stazioni, le più importanti delle quali sono: Ainouna, Al-Muwailih, Dhuba, Al-Owained, Al-Wajh, Al-Hora, Nabat, Yanbu e Al-Jar. Da Al-Jar il sentiero si dirige alla Mecca attraverso Al-Juhfa, Khulais e poi Usfan, oppure attraversa Badr fino a raggiungere Mecca o Medina. |
|      | Villaggio patrimoniale di Rijal Almaʽa nella regione di Asir | Rijal Almaʽa | Culturale (6030; iv, v)          | 08/04/2015 | Il villaggio di Rijal Almaʽa, situato nella provincia di 'Asir, era un corridoio naturale che collegava coloro che provenivano dallo Yemen e dal Levante alla Mecca e Medina, il che lo rendeva un importante centro commerciale regionale. Il villaggio è composto da circa 60 palazzi costruiti in pietra naturale, argilla e legno, sono composti da più piani. |
|      | Villaggio patrimoniale di Zee Ain nella regione di Al-Baha   | Al Makhwah | Culturale (6031; iv, v)          | 08/04/2015 | È uno dei villaggi tradizionali più importanti nella provincia di al-Bāha, ed è stato costruito sulla cima di una montagna con un'organizzazione del patrimonio urbano e una configurazione ambientale uniche e la sua vista pittoresca verso le fattorie circostanti che comprende 312 case e una moschea. Le case sono state costruite con pietre levigate, a più piani, risalenti alla fine del X secolo a.C./VIII secolo d.C. Il borgo è inoltre caratterizzato dalla presenza di una sorgente d'acqua permanente e da una fortificazione difensiva circondata da montagne su tre lati. |
|      | Area protetta delle Isole Farasan                            | Distretto di Farasan | Naturale (6370; x)               | 03/01/2019 | Le Isole Farasan sono un grande arcipelago di oltre 170 isole e isolotti di barriera corallina emersa che si trova lungo la costa sud-orientale dell'Arabia Saudita. L'area protetta si estende per 5 408 km². L'arcipelago di Farasan è formato dalla barriera corallina fossile sollevata. Le isole si trovano sulla piattaforma continentale araba, che al largo di Jizan è profonda meno di 200 m e larga circa 120 km. Il clima è arido e subtropicale, caratterizzato da alte temperature medie annuali e scarse precipitazioni annuali. |
|      | Antiche oasi murate dell'Arabia settentrionale               | al-Jawf, Ha'it, Qurayyah, Tayma | Culturale (6575; ii, v)          | 03/01/2022 | Il sito seriale delle antiche oasi murate dell'Arabia settentrionale adotta un approccio globale alla presentazione e conservazione dei siti archeologici di oasi millenarie con l'obiettivo di integrare l'insieme degli elementi tecnologici e umani che si materializzano all'interno di un'unica proprietà seriale: il processo di sviluppo dell'oasi, lo status di piattaforma commerciale regionale e la durevolezza dell'insediamento umano nel tempo, attestata dai resti di civiltà successive. Le componenti del sito sono le oasi di Tayma, Qurayyah, Dumat al-Jandal e Ha'it. |
|      | Vie di pellegrinaggio dell'Hajj: Darb Zubaidah               | Provincia della Mecca, Provincia di al-Hudud al-Shamaliyya, Provincia di al-Qasim, Provincia di Ha'il, Provincia di Medina (altri quattro sono in Iraq) | Culturale (6577; ii, iv, vi)     | 02/01/2022 | Le vie di pellegrinaggio dell'Hajj: Darb Zubaidah è una candidatura transnazionale che comprende una serie di elementi chiave e stazioni risalenti al periodo abbaside, che materializzano il percorso lungo 1 300 km che collega la città di Kufa in Iraq con la Mecca. Il segmento del Darb Zubaidah situato nell'attuale Iraq copre circa 1/5 della lunghezza totale del percorso, mentre gli altri 4/5 si trovano nell'attuale Arabia Saudita. La serie conta 13 siti, quattro in Iraq e nove in Arabia Saudita, offrendo una panoramica completa dell'insieme delle caratteristiche tecniche e architettoniche che hanno attrezzato questo straordinario percorso dell'hajj. |
|      | Strutture megalitiche preistoriche in Arabia Saudita         | Provincia della Mecca, Provincia di al-Jawf, Provincia di Ha'il, Provincia di Medina, Provincia di Riad, Provincia di Tabuk                             | Culturale (6636; i, ii, iii, iv) | 23/01/2023 | Le dieci componenti della serie condividono una straordinaria scala monumentale e una disposizione geometrica ed estetica simile, nonostante le loro diverse forme (che svolgevano funzioni diverse nelle antiche società umane) e la loro appartenenza a periodi di costruzione diversi che caratterizzano tradizioni culturali successive. Rivelano un livello di complessità molto più profondo di quanto precedentemente riconosciuto. Questa raffinatezza architettonica rispecchia una ricca cultura preistorica in cui i rituali religiosi e collettivi sembrano aver giocato un ruolo importante. |
|      | Gestione dell'acqua in Arabia Saudita: le antiche dighe      | Provincia della Mecca, Provincia di Medina | Culturale (6637; ii, iv, v)      | 23/01/2023 | La proprietà seriale comprende 5 di antiche dighe per la gestione dell'acqua. Due di esse, Sadd al-Hasid e Sadd al-Bint, probabilmente di epoca pre-islamica, si trovano nella fertile regione di Khaybar. Sadd al-Khanaq, situata nelle vicinanze della città santa di Medina, risale al periodo omayyade, mentre Sadd Samallaqi, che potrebbe essere pre-islamica, e Sadd al-‘Aqrab si trovano vicino alla città di Taif. Tutte queste dighe furono erette per permettere lo sviluppo dell'agricoltura. Riflettono diversi progetti ingegneristici e raccontano storie complementari sullo sviluppo delle tecnologie delle dighe, alla luce di specifici contesti ambientali e politici. |
|      | Rifugi bioclimatici dell'Arabia occidentale                  | Provincia della Mecca, Provincia di al-Baha, Provincia di 'Asir, Provincia di Ha'il, Provincia di Jizan, Provincia di Medina, Provincia di Tabuk        | Naturale (6638; vii, ix, x)      | 23/01/2023 | I sette rifugi bioclimatici dell'Arabia occidentale costituiscono un sito seriale che comprende le più importanti creste montuose, boschi e zone umide che ospitano assemblaggi relitti di specie vegetali e animali nella parte occidentale della penisola arabica. Essendo "isole" relativamente fresche e umide in un subcontinente prevalentemente arido e semiarido, rappresentano i maggiori punti caldi di biodiversità terrestre e i siti più importanti per endemismo, relizione e speciazione, nonché i siti più critici per la conservazione di questi processi sotto la pressione del cambiamento climatico globale. |
|      | Patrimonio industriale petrolifero in Arabia Saudita         | Dammam, Dhahran, Gedda | Culturale (6639; ii, iv, v)      | 23/01/2023 | Il sito seriale è composto da cinque elementi: due siti a monte (pozzo n. 7, insediamenti associati all'oleodotto trans-arabico), un elemento del settore intermedio (la stessa conduttura) e un sito del settore a valle (raffineria di Gedda). Tuttavia, questa classificazione standard del settore non rappresenta pienamente la ricchezza e la molteplicità di questo patrimonio industriale nel Regno. Il patrimonio seriale comprende quindi anche un'importante struttura architettonica moderna a Dhahran: il campus della KFUPM, Università re Fahd del petrolio e delle miniere (1979), che ha svolto un ruolo fondamentale nella modernizzazione e nello sviluppo dell'Arabia Saudita, favorendo lo scambio di conoscenze e tecnologie necessarie per lo sviluppo dell'industria petrolifera.             |
|      | Paesaggi culturali rurali dei monti Sarat                    | Provincia della Mecca, Provincia di al-Baha, Provincia di 'Asir                                                                                         | Culturale (6640; ii, iii, v)     | 23/01/2023 | Il sito seriale mira a ritrarre la fiorente economia agricola e la diversità degli insediamenti tradizionali sviluppati in queste regioni montane. Tutti i siti inclusi nella serie sono situati lungo la catena dei Monti Sarawat in 3 zone diverse: quella più settentrionale nei pressi di Taif, la seconda nella regione di Al-Baha e la terza, composta da 5 componenti, rappresenta i diversi contesti topografici della regione dell'Asir: paesaggi e villaggi sviluppati negli uadi, sulle scarpate montuose, sulle cime delle montagne e sugli altopiani. Tutti i paesaggi culturali selezionati risultano da una notevole integrazione di elementi naturali e artificiali, sfruttando appieno le opportunità offerte dalla topografia locale e dalle risorse naturali.                                      |